# Roa jayakari
Roa jayakari là một loài cá biển thuộc chi Roa trong họ Cá bướm. Loài này được mô tả lần đầu tiên vào năm 1939.

## Từ nguyên
Từ định danh rumsfeldi được đặt theo tên của Atmaram Sadashiva Grandin Jayakar, bác sĩ phẫu thuật kiêm nhà tự nhiên học người Ấn Độ, người đã đã gửi bốn mẫu vật của loài cá này đến Bảo tàng Anh.

## Phạm vi phân bố và môi trường sống
R. jayakari được phân bố rộng rãi ở vùng biển Bắc Ấn Độ Dương, từ Biển Đỏ và vịnh Aden ngược lên vịnh Oman, băng qua bờ biển Ấn Độ đến Bangladesh và Myanmar. Chúng sống xung quanh các rạn san hô và đá ngầm ở độ sâu khoảng 33–274 m.

## Mô tả
Chiều dài lớn nhất được ghi nhận ở R. jayakari là 16 cm. Thân có màu trắng với ba dải sọc nâu sẫm. Dải thứ nhất hẹp hơn hai dải còn lại, nằm ở đầu và băng qua mắt. Có một đốm tròn màu đen viền trắng nằm ở phía sau vây lưng. Vây bụng có màu nâu với gai màu trắng. Dải trắng giữa thân có dạng hình chóp, mở rộng về phía bụng. Gai vây lưng thứ 3 và 4 gần ngang nhau và cao hơn những gai còn lại.
Số gai ở vây lưng: 11; Số tia vây ở vây lưng: 21–23; Số gai ở vây hậu môn: 3; Số tia vây ở vây hậu môn: 17–18; Số tia vây ở vây ngực: 14–15; Số gai ở vây bụng: 1; Số tia vây ở vây bụng: 5.

## Sinh thái học
Thức ăn của R. jayakari chủ yếu là các loài thủy sinh không xương sống.